# Epistrema
Epistrema là một chi bướm đêm thuộc họ Erebidae.